# Bahadur Shah II
Abu Zafar Sirajuddin Muhammad Bahadur Shah Zafar (Urdu: ابو ظفر سِراجُ الْدین محمد بُہادر شاہ ظفر), también conocido como Bahadur Shah o Bahadur Shah II (Urdu: بہادر شاہ دوم) (Delhi, 24 de octubre de 1775-Rangún, 7 de noviembre de 1862) fue el último de los emperadores mogoles de la India, así como el último gobernante de la dinastía timúrida. Fue hijo de Akbar Shah II y de Lalbai, que era hindú rajput. Subió al trono como emperador mogol tras la muerte de su padre en septiembre de 1837. Zafar (Urdu: ظفر), que es palabra de origen árabe y significa "victoria", fue su apodo literario como poeta en lengua urdu.

## Asunción y primeros años de reinado
Bahadar Shah II asumió el poder del imperio en 1837, sucediendo a su padre, el sultán Muhammad Akbar Shah II. Gobernó sobre un imperio mogol que solo controlaba la ciudad de Delhi y sus alrededores hasta la altura de Palam, y por ello también fue conocido como "el rey de Delhi". Bajo su gobierno los británicos de la Compañía Británica de las Indias Orientales reforzaron su control sobre el imperio, imponiendo su influencia sobre los emperadores, lo que les permitió controlar el tráfico comercial de Delhi y cobrar impuestos sobre el mismo, además de mantener una fuerza militar en la ciudad.
La época de Bahadur Shah II no fue mejor que la de su padre. La política inglesa aún consistía en hacer que el gobierno local trabajara por sus intereses, mientras se mantenía nominalmente en manos del soberano musulmán, que fue siempre tratado con respeto como fuente teórica de la autoridad. Su nombre se mencionaba en las mezquitas, y el dinero se acuñaba en su nombre.
Zafar nunca tuvo ningún interés en el arte de gobernar, ni tuvo ninguna "ambición imperial".

## Comienzos de la revolución en la India
Existía gran indignación en la India por la dominación inglesa, que saqueaba sus bienes y practicaba una política injusta contra los musulmanes: las almas se agitaban con ira, revolucionaban y hervían, esperando la oportunidad adecuada y al líder que pudiese reunirlos y luchar bajo su bandera.
El detonante de la rebelión fue, sin embargo, la llegada del nuevo fusil de avancarga: el cartucho de papel que utilizaba este fusil estaba cubierto por una membrana engrasada, que debía rasgarse con los dientes para poderse cargar en el fusil. Circulaba el rumor de que esa grasa provenía de vacas o de cerdos, algo ofensivo tanto para los soldados hindúes como para los musulmanes.
Los regimientos de cipayos rehusaron utilizar los nuevos fusiles. Y, ante las exhortaciones a hacerlo y las sentencias dadas por desacato, estos regimientos fueron sublevándose progresivamente. Luego se dirigieron hacia Delhi.

## Bahadur Shah líder de la rebelión de 1857

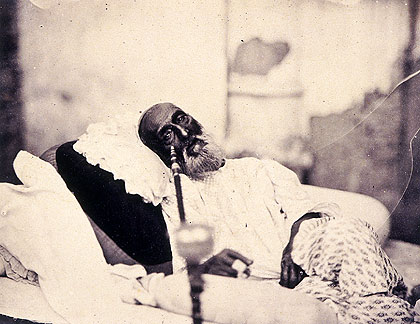
Bahadur Shah Zafar en 1858 en Delhi

Cuando la rebelión india de 1857 se extendió, los regimientos de cipayos llegaron a la corte Mogol en Delhi. Debido a las opiniones neutrales de Zafar sobre las religiones, muchos reyes y regimientos indios lo aceptaron y lo declararon Emperador de la India.
El 12 de mayo de 1857, Zafar celebró su primera audiencia formal en varios años. Asistieron varios cipayos, de quienes se describió como que lo trataban "familiar o irrespetuosamente". Cuando los cipayos llegaron por primera vez a la corte de Bahadur Shah Zafar, este les preguntó por qué habían acudido a él, si no tenía medios para mantenerlos. La conducta de Bahadur Shah Zafar fue indecisa. Sin embargo, se rindió a las demandas de los cipayos cuando se le dijo que, sin él, no podrían ganar contra la Compañía de las Indias Orientales.
El 16 de mayo, cipayos y sirvientes de palacio mataron a cincuenta y dos europeos que eran prisioneros en el palacio, y que fueron descubiertos escondidos en la ciudad. Las ejecuciones se llevaron a cabo bajo un pequeño árbol frente al palacio, a pesar de las protestas de Zafar. El objetivo de los verdugos que no eran partidarios de Zafar era implicarlo en los asesinatos. Una vez que se unió a ellos, Bahadur Shah II asumió todas las acciones de los amotinados. Aunque consternado por el saqueo y el desorden, dio su apoyo público a la rebelión. Más tarde se consideró que Bahadur Shah no había sido directamente responsable de la masacre, pero que pudo haberla evitado, por lo que se le trató como parte de consentimiento durante el juicio.
La administración de la ciudad y su nuevo ejército de ocupación fueron descritos como "caóticos y problemáticos", que funcionaban "al azar". El emperador nombró a su hijo mayor, Mirza Mughal, comandante en jefe de sus fuerzas. Sin embargo, Mirza Mughal tenía poca experiencia militar y fue rechazado por los cipayos. Estos no tenían ningún comandante, ya que cada regimiento se negaba a aceptar órdenes de alguien que no fuera sus propios oficiales. La administración de Mirza Mughal no se extendió más allá de la ciudad. Fuera, los pastores de Gujjar comenzaron a cobrar sus propios peajes en el tráfico, y se hizo cada vez más difícil alimentar a la ciudad.
Cuando quedó asegurada la victoria de los británicos, Zafar se refugió en la tumba de Humayun, en un área que se encontraba a las afueras de Delhi. Las fuerzas de la compañía encabezadas por el comandante William Hodson rodearon la tumba, y Zafar fue capturado el 20 de septiembre de 1857. Al día siguiente Hodson ejecutó a los hijos de Zafar, Mirza Mughal y Mirza Khizr Sultan, y a su nieto Mirza Abu Bakht, bajo su propia responsabilidad, en el Khooni Darwaza, cerca de la Puerta de Delhi. Bahadur Shah fue llevado al Havelí de su esposa, donde fue tratado con desconsideración por sus captores. Está atestiguado que el exemperador, cuando recibió noticias de la ejecución de sus hijos y de su nieto, quedó tan sorprendido y deprimido que no pudo reaccionar.

## Juicio
El juicio duró 41 días, y tuvo 19 audiencias, 21 testigos, y más de cien documentos en persa y en urdu, con sus traducciones al inglés. Al principio se sugirió que el juicio se celebrara en Calcuta, el lugar donde los directores de la compañía de las Indias Orientales solían asistir a sus sesiones en relación con sus actividades comerciales. Pero finalmente fue seleccionado el Fuerte Rojo de Delhi. Fue el primer caso que fue juzgado en el Fuerte Rojo.
Zafar fue juzgado y acusado de cuatro cargos:
1. Ayudar e instigar los motines de las tropas.
2. Alentar y ayudar a las personas a librar una guerra contra el gobierno británico.
3. Asumir la soberanía sobre el Hindostán.
4. Causar y ser cómplice del asesinato de cristianos.

El día 20 del juicio, Bahadur Shah II se defendió contra estos cargos. Bahadur Shah, en su defensa, declaró su completa incapacidad ante la voluntad de los Cipayos. Los cipayos aparentemente solían colocar su sello en sobres vacíos, cuyo contenido él desconocía por completo. Mientras que el emperador pudo haber estado exagerando su impotencia ante los cipayos, el hecho es que estos se habían sentido lo suficientemente poderosos como para dictar los términos a cualquiera. El rey poeta de ochenta y dos años fue acosado por los amotinados, y no estaba dispuesto ni era capaz de proporcionar un verdadero liderazgo. A pesar de esto, fue el principal acusado en el juicio por rebelión.
Hakim Ahsanullah Khan, el confidente más confiable de Zafar y su primer ministro y médico personal, insistió en que Zafar no se involucró en la rebelión y se había entregado voluntariamente a los británicos. Pero finalmente traicionó a su soberano, proporcionando pruebas contra él en el juicio a cambio de un perdón para sí mismo.
Respetando las garantías que Hodson le dio a Zafar cuando se le rindió, no fue condenado a muerte, sino exiliado a Rangún, Birmania. Su esposa Zeenat Mahal y algunos de los miembros restantes de la familia lo acompañaron. A las 4 de la mañana del 7 de octubre de 1858, Zafar, junto con sus esposas y sus dos hijos restantes, comenzó su viaje hacia Rangún en carros de bueyes, escoltados por la 9.º unidad de Lanceros bajo el mando del Teniente Ommaney.

## Muerte
Zafar murió el viernes 7 de noviembre de 1862 a las 5 de la mañana a la edad de 87 años, según los informes, después de haber contraído una enfermedad.

## Poeta
Bahadur Shah Zafar fue un notable poeta en urdu, escribiendo varios gazales en esta lengua. Si bien una parte de su obra se perdió o fue destruida durante la Rebelión de 1857, una gran colección sobrevivió y fue compilada en la obra Kulliyyat-i Zafar. La corte que mantuvo acogió a varios prolíficos escritores en urdu, entre ellos Mirza Ghalib, Daagh Dehlvi, Mumin y Zauq.
| Predecesor: Akbar II | Emperador del Imperio mogol 1837-1857 | Sucesor: Fin del Imperio Mogol |